# Tolosates
Els tolosates (en llatí Tolosates) van ser un poble celta. Eren una branca dels tectòsages que vivien a l'orient dels aquitans. La ciutat de Fines, entre Tolosa i Carcaso, marcava el límit del territori tolosà a l'est i del territori de Roma a la Gàl·lia. El seu oppidum era la vella Tolosa a uns 5 km més amunt de la moderna Tolosa de Llenguadoc.
Les seves relacions amb els tectòsages són poc conegudes i és possible que depenguessin d'ells ja abans de la incorporació del territori a la província Narbonesa cap a l'any 120 aC. No es van sotmetre definitivament a Roma fins al 105 aC després d'una campanya militar que va dirigir Quint Servili Cepió el vell. Durant la Guerra de les Gàl·lies es van mantenirlleials als romans.